# Bodianus rufus
 Bodianus rufus és una espècie de peix de la família dels làbrids i de l'ordre dels perciformes.

## Morfologia
Els mascles poden assolir els 40 cm de longitud total.

## Distribució geogràfica
Es troba des de Bermuda i el sud de Florida -Estats Units- fins al sud del Brasil, incloent-hi el Golf de Mèxic i el Carib.